# Les Trois Chevaliers et la Princesse d'Égypte
Série
Les Trois Chevaliers et le Roi des mers
(2017) Les Trois Chevaliers et l'Héritière du trône
(2018)
Pour plus de détails, voir Fiche technique et Distribution.
Les Trois Chevaliers et la Princesse d'Égypte (Три богатыря и принцесса Египта, Tri bogatyria i printsessa Eguipta) est un film d'animation russe de Constantin Feoktistov, sorti en 2017.

## Synopsis
Le prince de Kiev veut se marier avec une princesse égyptienne et les trois héros (Ilya Mouromets, Dobrynia Nikititch et Aliocha Popovitch) partent à la recherche de celle-ci.

## Fiche technique
- Titre original : Три богатыря и принцесса Египта, Tri bogatyria i printsessa Eguipta
- Titre français : Les Trois Chevaliers et la Princesse d'Égypte
- Réalisation : Constantin Feoktistov
- Scénario : Alexandre Boïarski et Svetlana Satchenko
- Pays d'origine : Russie
- Format : Couleurs - 35 mm
- Genre : action, animation et aventure
- Durée : 75 minutes
- Date de sortie :
  - Russie : 28 décembre 2017

## Distribution

### Voix originales
- Dmitri Bykovski-Romachov : Ilya Mouromets
- Valeri Soloviov : Dobrynia Nikititch
- Oleg Koulikovitch : Aliocha Popovitch
- Sergueï Makovetski : le prince de Kiev
- Alexandre Boukovski : Dourilo